# Callosciurus adamsi
Lo scoiattolo dalle orecchie macchiate (Callosciurus adamsi Kloss, 1921) è uno scoiattolo arboricolo endemico del Borneo.

## Descrizione
Lo scoiattolo dalle orecchie macchiate ha una colorazione marrone scuro uniforme sulla regione dorsale e giallastra su quella ventrale; lungo i fianchi, ove si incontrano le due colorazioni, corrono due strisce parallele nere e bianche. La coda, lunga all'incirca quanto il corpo, è ricoperta da anelli marrone scuro su sfondo più chiaro. Le orecchie presentano due macchie giallastre sulla parte posteriore, alle quali la specie deve il nome comune.

## Distribuzione e habitat
Lo scoiattolo dalle orecchie macchiate vive nelle foreste pluviali di pianura e collina del Sabah e del Sarawak, ad altezze inferiori da quelle occupate dallo scoiattolo a bande nere del Borneo (C. orestes).

## Biologia
Ha abitudini diurne e predilige vivere nelle foreste di Dipterocarpacee. Si nutre generalmente di noci, frutta e semi, ma anche di insetti e uova di uccelli.

## Conservazione
La IUCN classifica questa specie tra quelle vulnerabili a causa della deforestazione.